# Gauer-Henry-Reflex
Der Gauer-Henry-Reflex (nach Otto Heinrich Gauer (1909–1979) und James Paget Henry (1914–1996)) beschreibt in der Medizin einen Mechanismus, der über die Dehnung des Herzgewebes das Blutvolumen (Herzzeitvolumen, Herzminutenvolumen) reguliert.

## Funktionsprinzip
Barorezeptoren im Herzen, vor allem im rechten Herzvorhof (Typ-B-Vorhofrezeptoren), werden bei Anstieg des Füllvolumens gedehnt. Vermittelt über Afferenzen des Nervus vagus wird von der Hypophyse weniger antidiuretisches Hormon (ADH) ausgeschüttet. ADH bewirkt in den Nierenkanälchen (Tubuli) eine gesteigerte Wasserrückresorption, indem im distalen Tubulus und vor allem im Sammelrohr Aquaporine in die luminale Membran eingebaut werden, durch die Wasser aus dem Harn ins Nierenmark und von dort ins Blut diffundiert. Durch die verminderte ADH-Ausschüttung wird also das Herzzeitvolumen verringert. Dadurch werden auch die B-Sensoren weniger gedehnt, wodurch die Hemmung der ADH-Ausschüttung wieder abnimmt. ADH wirkt als Antidiuretikum.
Eine ähnliche Funktionsweise (aber eine gegenteilige Wirkung wie ADH) hat das atriale natriuretische Peptid (ANP), das bei deren Dehnung von den Herzmuskelzellen selbst ausgeschüttet wird und die Natriumausscheidung erhöht, was eine vermehrte Wasserausscheidung zur Folge hat. ANP wirkt als Diuretikum.
Diese beiden Mechanismen werden in der Medizin mit dem eingängigen Merksatz „Vorhof voll – Blase voll“ beschrieben: Vermehrte Füllung des Vorhofs hat eine vermehrte Blasenfüllung zur Folge.
Ein vergrößertes Herzzeitvolumen führt zu einer vergrößerten glomerulären Filtrationsrate mit vermehrter Bildung von Primärharn. Jetzt wird Wasser durch ADH vermehrt und durch ANP vermindert tubulär rückresorbiert. Dadurch steigt beziehungsweise sinkt das Blutvolumen mit gegenteiliger Wirkung auf die Urinbildung.

## Beispiele

### Aufenthalt im Wasser
Der Gauer-Henry-Reflex ist beim Baden zu beobachten. Der hydrostatische Druck des Wassers auf die oberflächlichen Venen verschiebt etwa 0,2–0,4 Liter Blut in den Brustinnenraum. Dadurch erhöht sich das mittlere Herzvolumen von 700 auf 920 ml und somit das Herzschlagvolumen um bis zu 20 %. Diese stärkere Füllung betrifft insbesondere den linken Vorhof, löst daher den beschriebenen Reflex aus und verursacht Harndrang. Auch die kältebedingte Zusammenziehung von Körpergewebe trägt zum Harndrang bei.

### Raumfahrt
Während des Countdowns sind Astronauten im Space Shuttle und anderen Raumfähren teilweise mehrere Stunden auf ihren liegenden Sitzen festgezurrt. Diese Körperhaltung hat zur Folge, dass Blut aus den Beinen in den Oberkörper fließt.
Da ein Toilettengang in dieser Situation nicht in Frage kommt, tragen die Astronauten während der Startprozedur spezielle Windeln. In der Schwerelosigkeit greift derselbe Mechanismus wie beim Aufenthalt im Wasser.

### Sonstiges
Der Gauer-Henry-Reflex kann auch durch vermehrtes Trinken ausgelöst werden, da hierbei das Blutvolumen größer wird, was die Vorhofmyozyten und Barorezeptoren vor allem im rechten Vorhof reizt und somit zu verringerter ADH-Freisetzung und vermehrter ANP-Freisetzung führt.